# Скорость падения (фильм)
«Скорость падения» — американский боевик 1994 года.

## Сюжет
В начале фильма к молодой женщине, говорящей по-русски, проникают двое вооружённых людей, которые пытаются что-то узнать у неё. Ничего не добившись, они подвергают её пыткам.
К экстремалу-парашютисту Ричарду Броуди (Чарли Шин) обращается клиентка по имени Крис Морроу, чтобы выполнить учебный прыжок. Во время полёта Броуди, отвлекшись на минуту, обнаруживает, что Морроу нет в самолёте: он видит, как она падает, не раскрыв парашют. Броуди прыгает вслед за ней, однако не успевает ей помочь. Вскоре к нему обращается помощник прокурора с просьбой о помощи в расследовании. Стремясь обелить свою репутацию, «воздушный хулиган» Броуди соглашается, но он ещё не знает, что за спиной у лже-юриста стоит группа мятежных сотрудников КГБ, стремящихся припрятать украденное золото партии.

## В ролях
- Чарли Шин — Ричард Броуди (Дитч)
- Настасья Кински — Крис Морроу (Христа Молдова)
- Джеймс Гандольфини — Бен Пинкуотер
- Кристофер Макдональд — Керр
- Гэри Буллок — Лекс
- Юрий Назаров — отец Христы
- Майя Булгакова — мать Христы
- Евгений Шутов — российский министр

## Производство
Фильм основан на оригинальном сценарии Дэвида Туи, который был продан Hollywood Pictures более чем за 500 000 долларов. Изначально Кевин Рейнольдс и Том Круз рассматривались как режиссер и главный герой.

## Критика
После выхода фильм получил негативые отзывы критики. На агрегаторе рецензий Rotten Tomatoes рейтинг «свежести» составляет 19 %, со средней оценкой 4 из 10. Роджер Эберт назвал сюжет «абсурдным», отметив уклон в сторону каскадёрских трюков и спецэффектов. Также отрицательно оценил картину и обозреватель The Washington Post, который, в частности, заявил: «Что касается Кински, то она только недавно вернулась к регулярным съёмкам после перерыва, связанного с воспитанием детей. Ей следовало заняться этим немного дольше».
Фильм также потерпел неудачу в прокате, собрав в США около 14 500 000 долларов по сравнению с бюджетом в 50 000 000.